# Секиваке
Секиваке (на японски: 関脇) е третият ранг в професионалното сумо и един от четирите в групата саняку (произнася се: сан-яку). По всяко време трябва да има поне двама секиваке в официалната ранг листа – банзуке, като, ако се наложи, броят им може да се увеличи до три или четири.
Това е най-високият ранг, който сумист може да достигне само на базата на показани положителни резултати (качикоши) в предишните турнири. Повишението в ранг секиваке е възможно само от ранг комусуби, когато има свободна позиция на ниво секиваке в ранг листата, за което може да бъде достатъчен всякакъв положителен резултат или когато комусуби покаже убедителен резултат – 10 – 5 или по-добър, когато може да бъде „отворена“ допълнителна позиция за секиваке. За следващия ранг озеки вече има допълнителни, много по-строги критерии за повишение.
По много причини секиваке, както и по-ниският ранг комусуби, се считат за младши рангове в саняку за разлика от озеки и йокозуна. Достигането на този ранг се смята за голям успех в кариерата, макар и не изключителен както при двата най-високи ранга. По-често секиваке е само междинно стъпало към озеки или йокозуна. До февруари 2015 г. общо 455 сумисти в историята на сумото са достигали ранг секиваке, като 257 от тях по-късно са били повишени в ранг озеки, а само за 198 секиваке отбелязва връхната точка в кариерата им.